# 昌邑剪辫惨案
昌邑剪辫惨案又称民元五·一八惨案，乡人称之为杀秃子。1912年7月山东省昌邑县顽固派屠杀剪辫子的平民事件。

## 背景
辛亥革命后，中华民国建立，要求剪去清朝要求民众留的发辫，1912年3月5日，南京临时政府颁发“大总统令”再次要求剪辫：“兹查通都大邑，剪辫者已多；至偏乡僻壤，留辫者尚复不少。仰内务部通行各省都督，转谕所属地方，一体悉知。凡未去辫者，于令到之日，限二十日一律剪除净尽。”1912年3月，袁世凯任命周自齐为山东都督。周自齐有外交经验，与德、日、英等打交道，处理颇为棘手的山东外交问题。他做过山东巡抚，深知民众心态多趋保守，周自齐身在欧美十余年，被西方文明濡染。早就想剪掉发辫，上任后，颁发了《剪发办法》三条，命令各衙署局所职员仆役于一个月内，各衙署书吏差役于两个月内剪辫，至期不剪者除名；人民不剪，停止其选举权、被选举权暨诉讼权。
南方民众闻听剪辫令，大都踊跃响应；北方各地，从乡野到都邑都有抗剪辫之风。1920年代，济南“履衢市、入餐馆，目之所接，无往不遇垂辫广袖之徒。”
辛亥革命时，昌邑县议事会、参事会曾资助陈干组织“淮泗讨虏军”。李长庚、第三十九混成旅炮兵营参谋肖兰池追随陈干，奔走革命。肖兰池1911年冬因济南商埠案（即宜春轩惨案）与同盟会员刘溥霖等被捕入狱，4月刚刚恢复自由。和时任陈干参谋的恩波回昌邑省亲。

## 过程
周自齐派宣传员彭仲豪、周振声到昌邑宣传新政、剪辫。农历五月十七（7月1日），昌邑大集。他们在县衙门影壁前搭宣传台，与昌邑县议事会、参事会议员相继演说。大意是无论工、农、兵、学、商，一律剪辫。两宣传员即邀同议员和在场维持秩序的警佐，一同到顽固派势力较强的城区议事会拜访，要求绅士梁怀思、魏桂五剪辫。梁、魏二人被警佐强制剪辫，未敢反抗，怀恨在心而去。
第二天，梁怀思、夏俊魁勾结县长张春海，造谣说接到宣统帝来电要求镇压剪辫者。早晨7时，城隍庙钟声大鸣，地方管事丁寿亭沿街鸣锣高呼:“各家都关门上城隍庙啊!”一大群县衙门衙役各执长枪、大刀、土枪、腰刀、马叉等，由十字街向南往城隍庙而去，袭击宣传剪辫和已经剪辫的人。要杀所有议事会的人，刘镜海、王国恩、罗振卿等参事会人员躲在办公的地藏庵里，被连房带人放火烧作灰烬。梁怀思、夏文华（主凶夏俊魁之子）和昌邑卸职千总许殿魁在城隍庙开会，说杀的人不够，要挨门搜查，没有辫子的人一律杀死!搜查者在东街合盛隆号搜出县立高小教员王章民、徐锡田，拖出门外用刀棒砸死。越城跳出藏在城壕苇湾者五、六人，内有议员王凤亭、宣传员彭仲豪、同盟会员肖兰池、张怀鹗等，被搜出，用刀剁死或砸死。宣传员周振声也被杀。县议事会会长李长庚，越城不果被杀于县衙门门前。
山东都督府得到潍县议会打电告急，昌邑同盟会员于恩波连夜绕道赴省城向都督告变，周自齐招布政使王丕煦、提法使范之杰、巡警道丁汝彪和陆军第五师师长靳云鹏等商议对策。驻防徐州的第三十九混成旅旅长昌邑人陈干来电请命。陈干就读湖北陆军学堂，1905年在日本加入同盟会。陈干本想亲自弹压，无奈道远。他一再打电催促，周自齐决定派驻扎潍县的陆军第五师第九旅旅长马良处理，委托省临时议会副议长王讷督办。马良率队于农历五月二十二（7月6日）晨到昌邑，梁怀思随即通知县衙役逃跑，千总许殿魁，及夏俊魁、夏文华父子及其全家均逃跑，梁怀思一人和几个老妪在家，其余皆逃。马良不动声色，对老百姓安慰一番，带队复回潍县。六月初一（7月14日），马良又带队到昌邑，说帮助县衙恢复办公，传知衙役初三点卯，来者赏制钱四千文，不来者永久除名。初三衙役们来到县衙，军队突然出击共杀衙役63人。马良带人将梁怀思押解到济南山东都督府。周自齐下令，将梁怀思押赴西关丁字街斩首示众，将夏俊魁全部家产没收充公，所得款项在昌邑修建烈士祠，为27烈士立碑。

## 后续
民政长张春海因不作为被免职，都督府任命王姓同盟会会员继任。他立即着手办理新政，“首以剪发为急务，先用强迫手段将本署内之役吏概行剪发”。消息传出，胥吏又暴动，“将署中各执事人以及本城内议员绅士等杀死三十余名”。王民政长磕头求饶，才算捡回一命。8月7日，《民立报》报道：县衙门胥吏愤恨主张剪辫最力的绅士庞某，遂聚众至其家中，将其全家男女老幼30多人灭门。
1914年6月23日，袁世凯政府又颁布《劝诫剪发规程六条》，其中规定：凡政府官员不剪发者，停止其职务；凡车马夫役不剪发者，禁止营业；凡商民未剪发者由警厅劝令剪除。1928年5月，南京国民政府出台《禁蓄发辫条例》，这是近代中国最后一个剪辫法令。当年9月，北京还有4689名男子蓄辫。